# Didac Ortega Orts
Didac Ortega Orts (* 5. April 1982 in Valencia) ist ein spanischer Radrennfahrer.
Didac Ortega gewann 2003 eine Etappe bei der Vuelta a Salamanca. In der Saison 2005 gewann er die vierte Etappe der Vuelta Ciclista a León und bei der Vuelta al Goierri konnte er eine Etappe und die Gesamtwertung für sich entscheiden. 2006 gewann er den Aitzondo Klasika sowie ein Teilstück der Vuelta a Avila. 2007 fuhr Ortega für das portugiesische Professional Continental Team Benfica und seit August 2008 fuhr er für Barbot-Siper. 2008 gewann er das Eintagesrennen Prueba Santa Cruz und die dritte Etappe der Volta Ciclista Provincia Tarragona.

## Erfolge
2005
- eine Etappe Vuelta Ciclista a León

## Teams
- 2007 Benfica
- 2008 Barbot-Siper (ab 2. August)
- 2009 Acqua & Sapone-Caffè Mokambo
- 2010 Acqua & Sapone-D’Angelo & Antenucci